# コント55号笑ってたまるか
『コント55号笑ってたまるか』（コントごじゅうごごうわらってたまるか）は、1971年4月7日から同年9月29日までNET系列局で放送されていたNETテレビ（現・テレビ朝日）製作のバラエティ番組である。放送時間は毎週水曜 19:30 - 20:00 （日本標準時）。

## 概要
『スパルタ!55号』に続いて企画されたコント55号の冠番組。萩本欽一と坂上二郎が団地や銭湯などへ行き、そこで「作文大会」や「外国人コント大会」などを行う模様を放送していた。それまでの冠番組と違い、全編屋外収録のロケ番組となっていた。
『ウォー!コント55号』の放送開始以来、NETテレビが2年3か月にわたって放送し続けたコント55号の冠番組シリーズは、この番組の最終回をもって一旦幕を閉じた。